# Riviera ligure

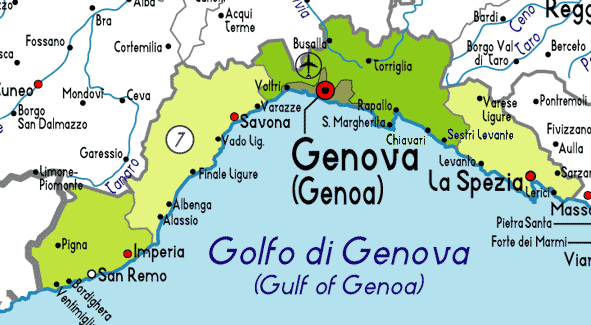
Mappa della Liguria

La Riviera Ligure è il tratto di costa marina (riviera) che si affaccia sul mar Ligure e si estende da cap Martin in Francia a capo Corvo (provincia della Spezia). Attraversa tutte e quattro le province liguri: Savona, Imperia, Genova e La Spezia, per una lunghezza complessiva di circa 350 km.
Si suddivide in Riviera di Levante, ad est di Genova-Voltri, il punto più a nord del mar Ligure alla foce del torrente Leira, che comprende anche la città di Genova e termina al golfo della Spezia, e Riviera di Ponente, ad ovest di Genova-Voltri fino al limite occidentale del principato monegasco.
Tra gli scali marittimi e commerciali di questo tratto vi si trova il porto di Genova, fra i più importanti del mar Mediterraneo, e i porti di Savona-Vado e della Spezia.

## Caratteristiche

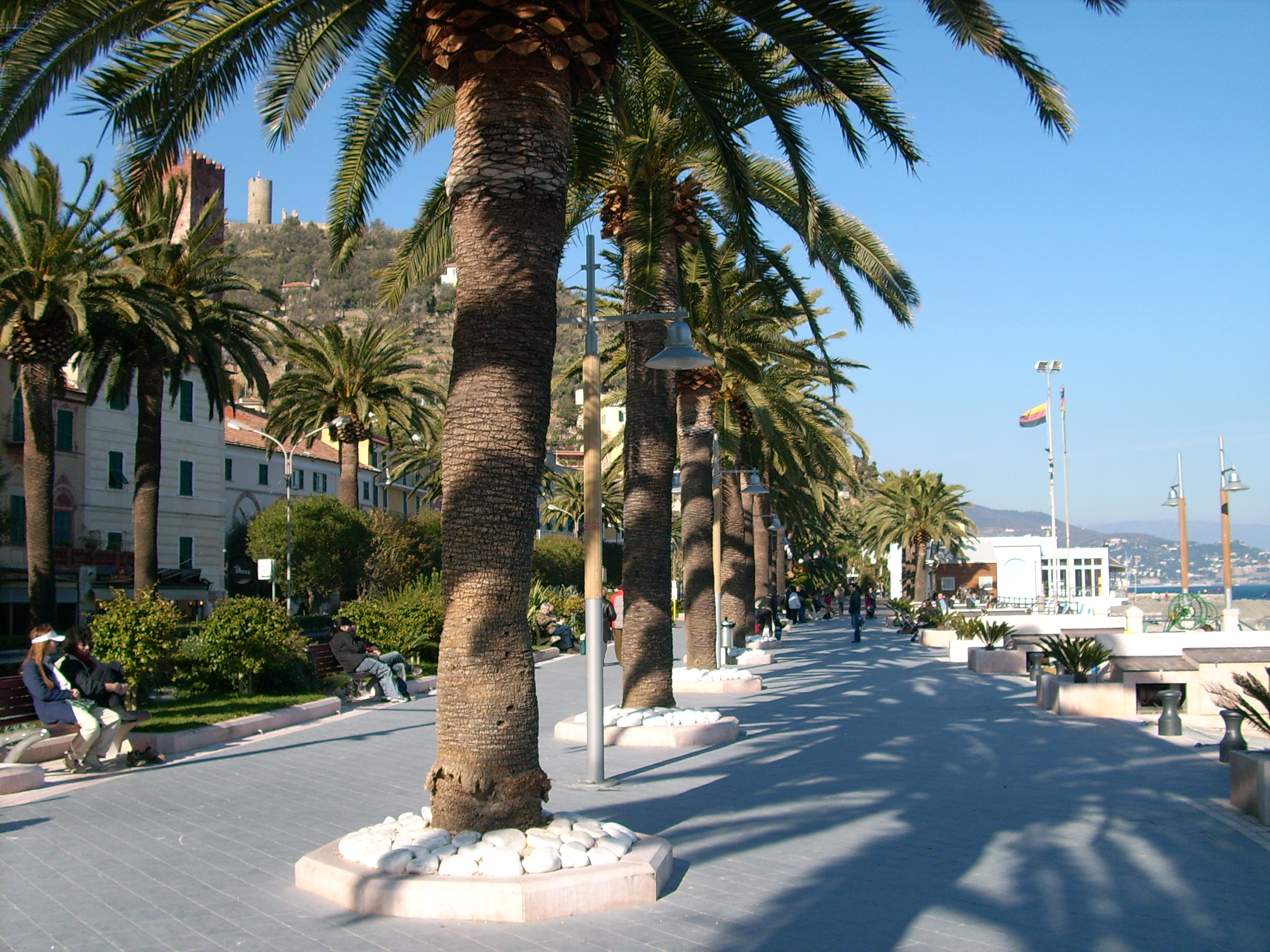
Riviera delle Palme (Riviera di Ponente)

### Riviera di Ponente
La Riviera di Ponente è caratterizzata da spiagge sabbiose e fondali profondi. Le principali località balneari sono, da est verso ovest: Varazze, Finale Ligure, Loano, Pietra Ligure, Albenga, Alassio, Andora, Diano Marina, Sanremo, Bordighera e Mentone (Francia) La Riviera di Ponente è detta anche Riviera dei Fiori nel tratto in corrispondenza della provincia di Imperia e Riviera delle Palme di quella di Savona.

### Riviera di Levante

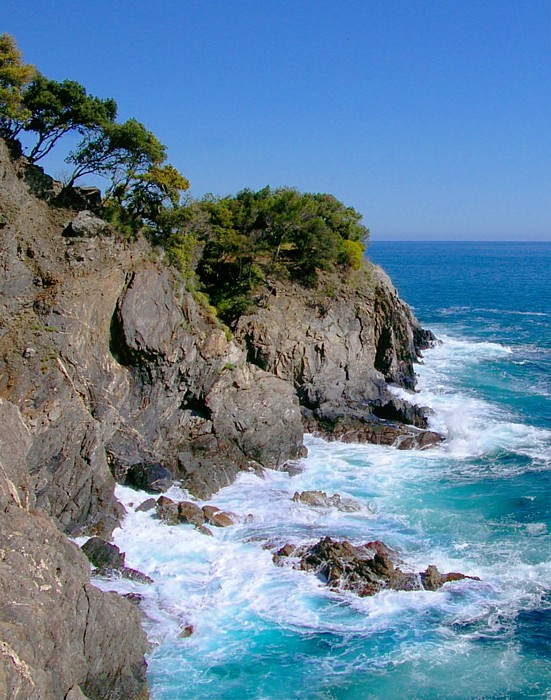
Cinque Terre (Riviera di Levante)

La Riviera di Levante è caratterizzata dalla presenza di spiagge con sabbia frammista a sassi e scogliere che si protendono a picco sul mare. Vi sono numerosi luoghi di elevato interesse turistico, quali Camogli, Portofino, il golfo del Tigullio e le Cinque Terre. All'estremità orientale si trova il golfo della Spezia, sul quale si affaccia l'omonimo capoluogo di provincia, chiamato anche "golfo dei Poeti" per il grande numero di poeti che in passato frequentavano le sue coste. Alla Spezia hanno sede un importante porto militare e mercantile; alle estremità del golfo sorgono i pittoreschi borghi di Tellaro, Lerici e Portovenere.

## Isole
Di fronte alla costa, a poche centinaia di metri di distanza da essa, vi sono cinque isole: Gallinara e Bergeggi (in provincia di Savona) per la Riviera di Ponente; Palmaria, Tino e Tinetto  per quanto concerne la Riviera di Levante.

## Galleria d'immagini

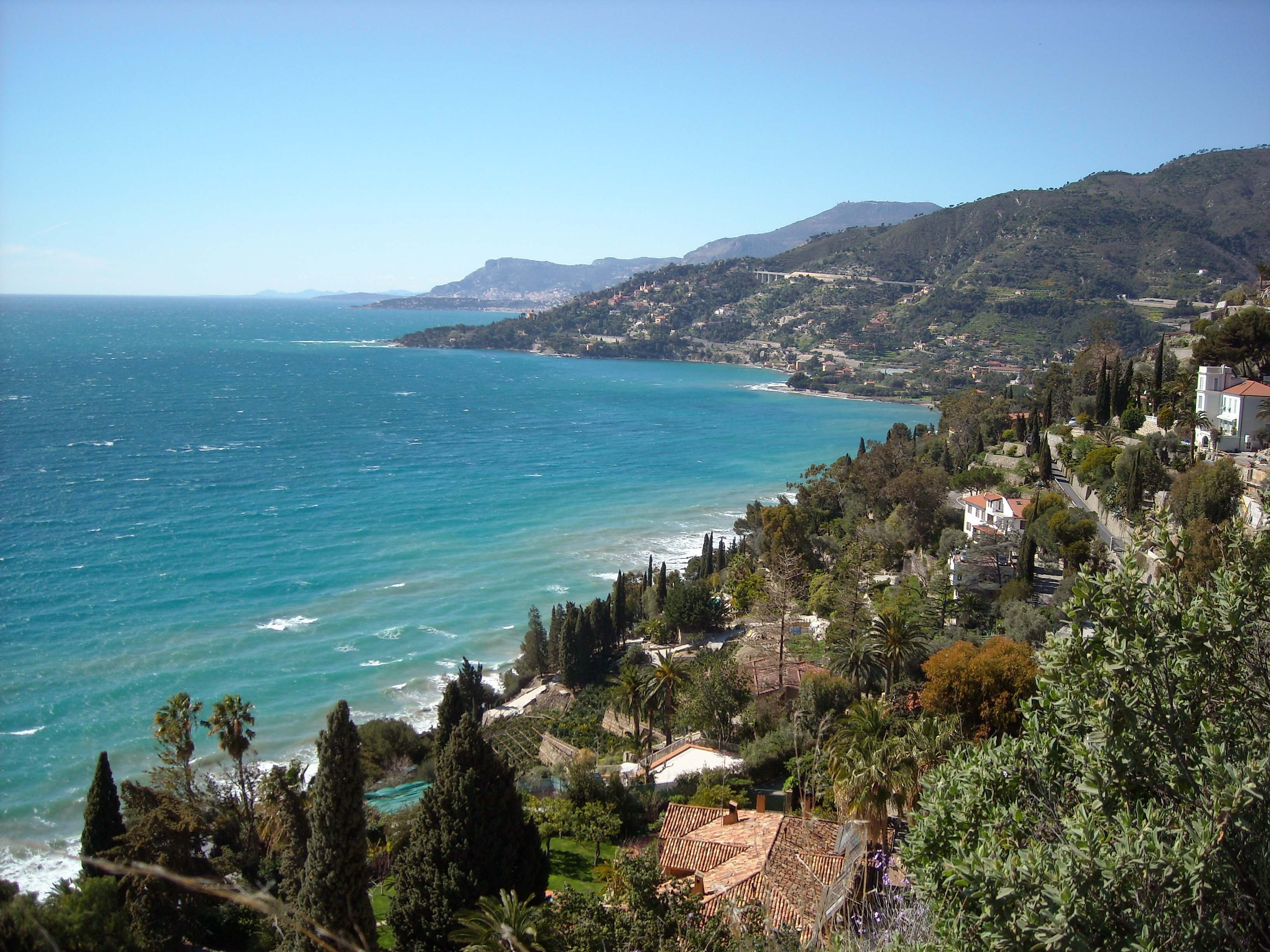
Il tratto di costa più occidentale, al confine con la Francia. - IM
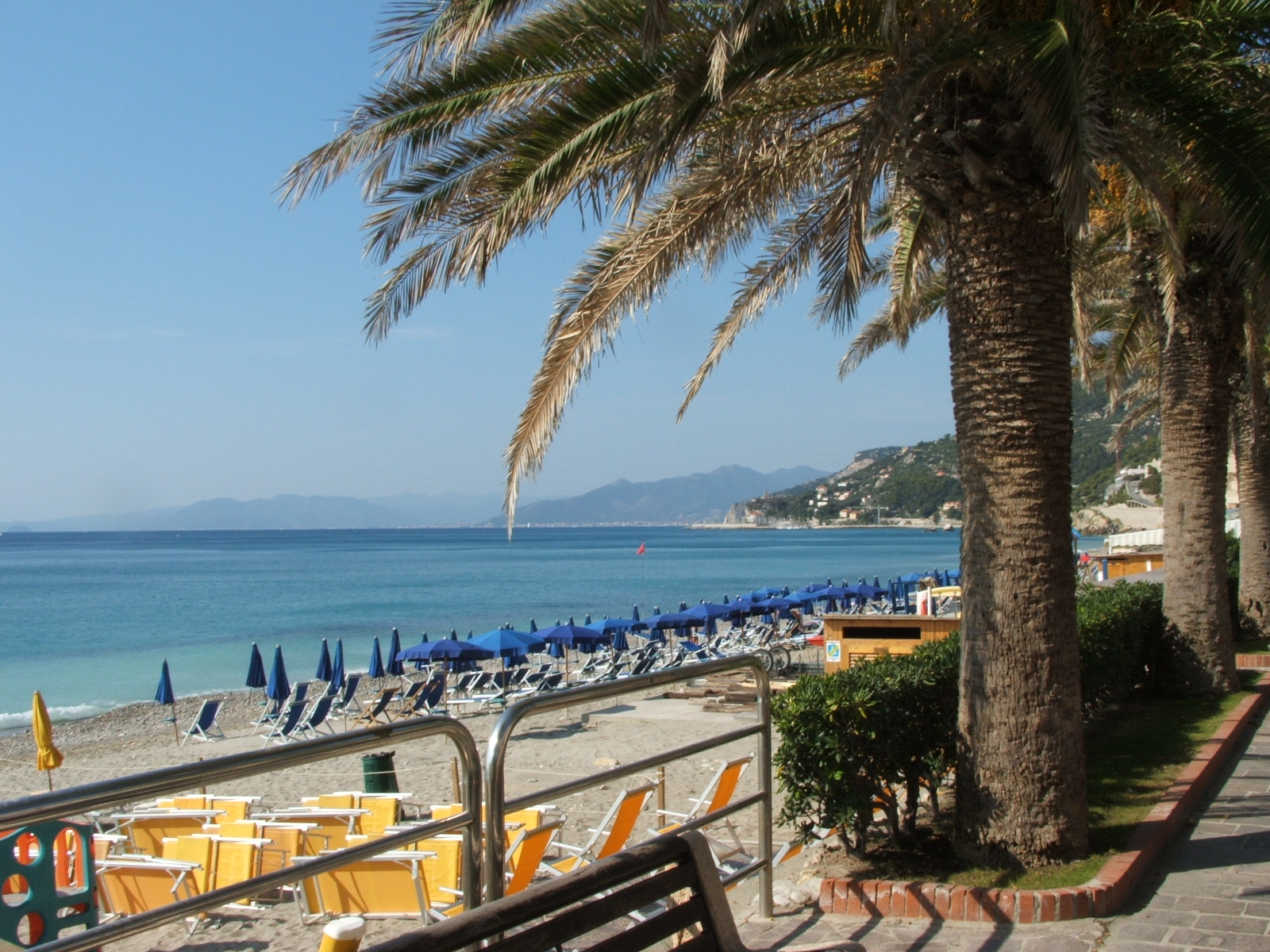
Il tratto costiero savonese a Varigotti - SV
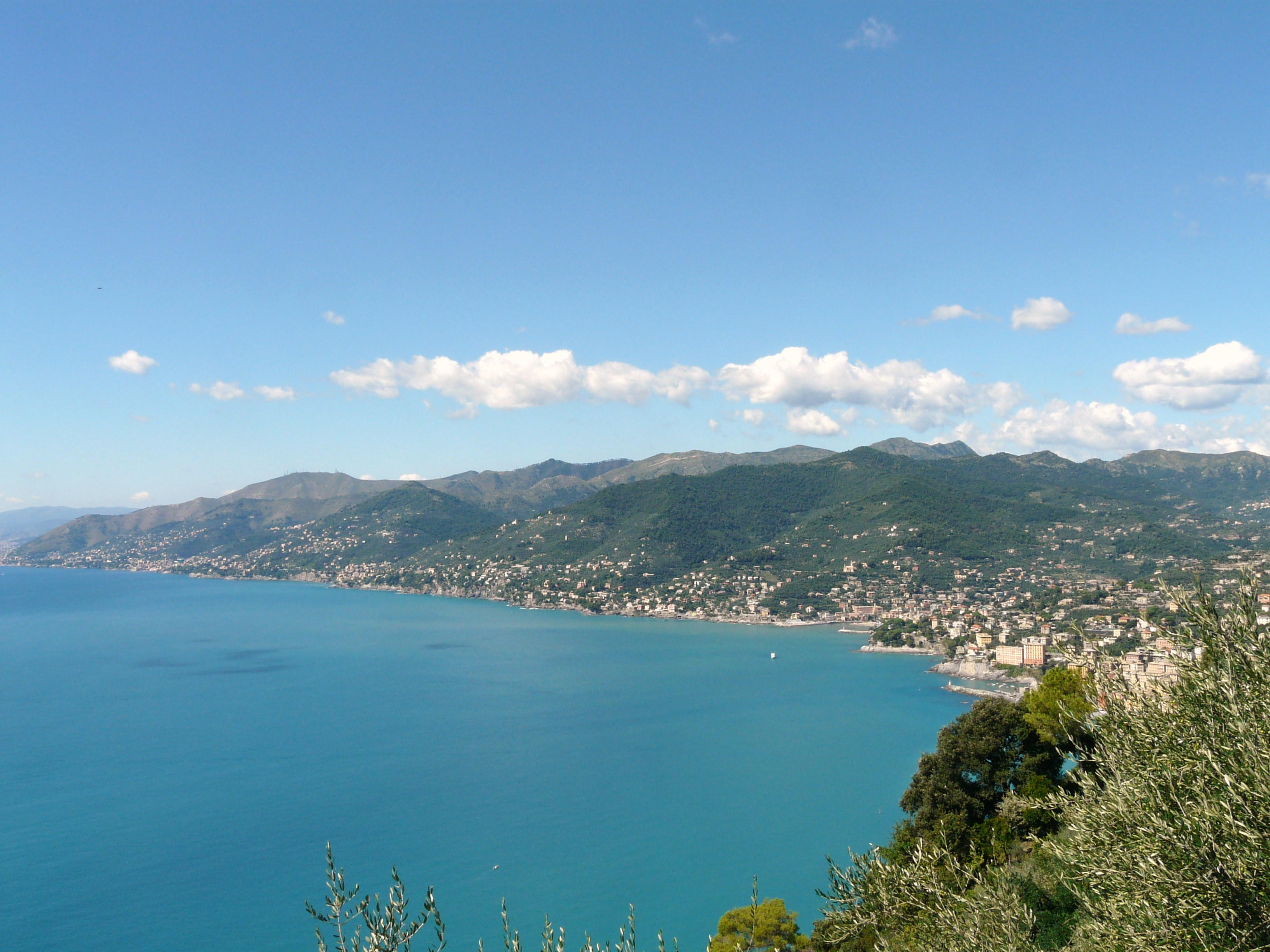
Il Golfo Paradiso - GE
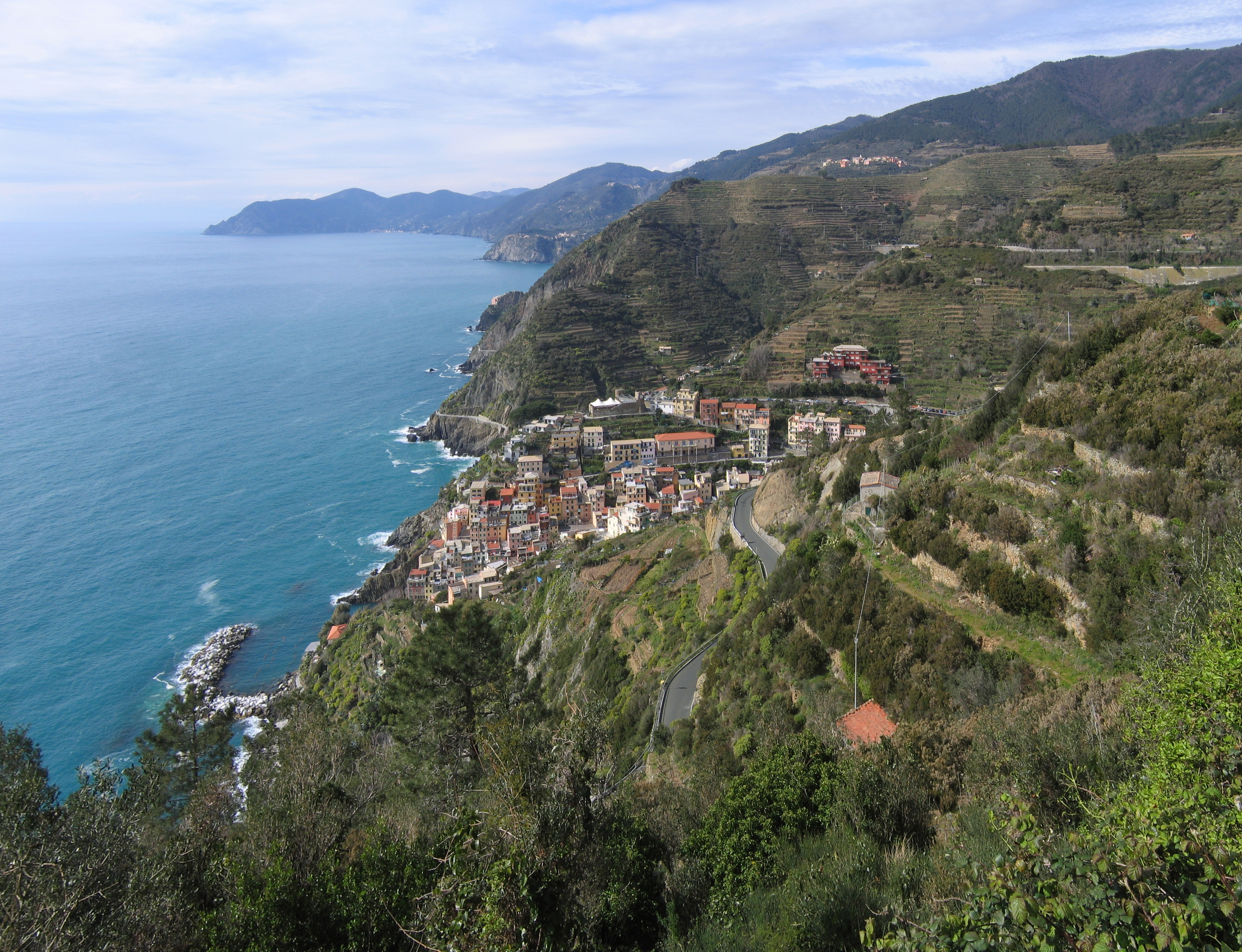
La riviera delle Cinque Terre - SP